# Heerlijkheid Wildenburg
Wildenburg was een heerlijkheid binnen het Heilige Roomse Rijk en was niet ingedeeld bij een Kreits.
De burcht Wildenburg bij Altenkirchen werd in het begin van de dertiende eeuw door Gerard van Arenberg gebouwd. Gerard en zijn nakomelingen noemden zich sindsdien heren van Wildenburg. Na het uitsterven van de heren in 1418 hebben de graven van Sayn geprobeerd het bezit in handen te krijgen, maar de heren van Hatzfeld slaagden erin hun erfenis te behouden.
De status van de heerlijkheid was omstreden. Binnen de Rijksridderschap gold hij als rijksvrij, maar de heerlijkheid werd wel vermeld in de Rijnbondakte.
Alle takken van de familie Hatzfeld hadden een aandeel in de burcht. Het voor-slot behoorde aan Hatzfeld-Schönstein en het boven-slot aan Hatzfeld-Weisweiler. Na het uitsterven van Hatzfeld-Gleichen in 1794 werd hun aandeel verdeeld over de beide overgebleven takken.
Artikel 24 van de Rijnbondakte van 12 juli 1806 stelde de heerlijkheid Wildenburg onder de soevereiniteit van het groothertogdom Berg: de mediatisering.
Het Congres van Wenen in 1815 voegde het groothertogdom Berg en dus ook de voormalige heerlijkheid Wildenburg bij het koninkrijk Pruisen.